# Venkel
Venkel (Foeniculum vulgare) is een plant uit de schermbloemenfamilie (Apiaceae). Het is een naar anijs smakende plant waarvan de draadvormige vertakkingen van de bladeren als kruid en de zaden als specerij gebruikt worden. Knolvenkel (Foeniculum vulgare Azoricumgroep) is een aparte cultivargroep van venkel met verdikte bladscheden die tezamen een bovengrondse bol-achtige structuur vormen, de venkelknol, die als groente wordt gebruikt. Bij bladvenkel ontbreekt de knol. De venkelplant kan tot boven manshoogte groeien.
De zaden staan al eeuwenlang bekend als geneeskrachtig. Ze worden op verschillende manieren toegediend. De krachtigste vorm daarvan is de venkelolie, die uit de zaden wordt geperst. Een andere mogelijkheid is het trekken van extracten (bereid als thee) uit de zaden. Bij hoge doseringen kunnen volgens het Voedingscentrum hallucinaties optreden en bij regelmatig gebruik kan leverschade ontstaan of mogelijk kanker.
Venkelzaad kan onder meer helpen bij darmproblemen en menstruatiestoornissen. Ook wordt het gebruikt om borstvoeding te stimuleren, aangezien de etherische olie die van de zaden wordt gemaakt een grote hoeveelheid anethol (een fyto-oestrogeen) bevat. Een bewezen mechanisme hiervoor ontbreekt nog of is omstreden. Het Voedingscentrum en de gezamenlijke Nederlandse verloskundigen raden het gebruik van venkel(-thee) af voor vrouwen die borstvoeding geven.
Venkel is oorspronkelijk afkomstig uit Azië en het Middellandse Zeegebied en werd via middeleeuwse handelsroutes naar de rest van Europa vervoerd. Vooral in Zuid-Europa wordt knolvenkel veel verbouwd en is de knol een belangrijk ingrediënt van onder meer salades.
Kauwen op venkelzaad onderdrukt het hongergevoel. In vroeger tijden kauwden gelovigen die nuchter ter kerke gingen soms venkelzaad tijdens de kerkdienst.

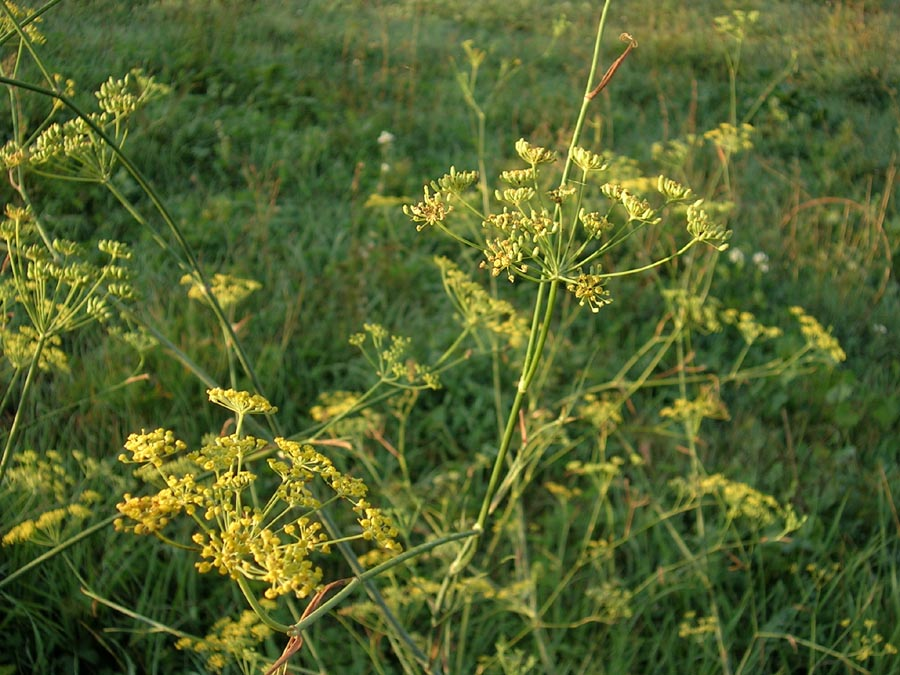
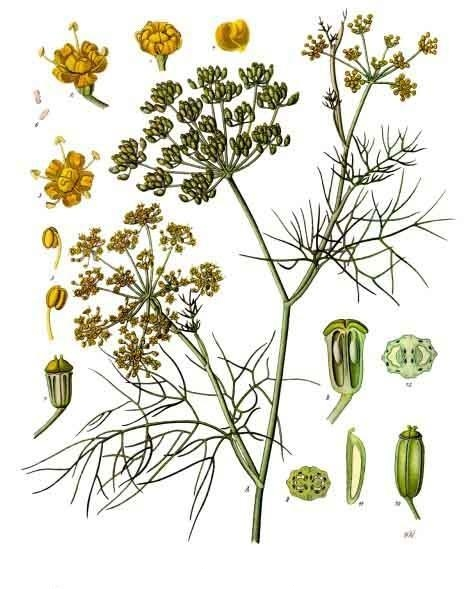
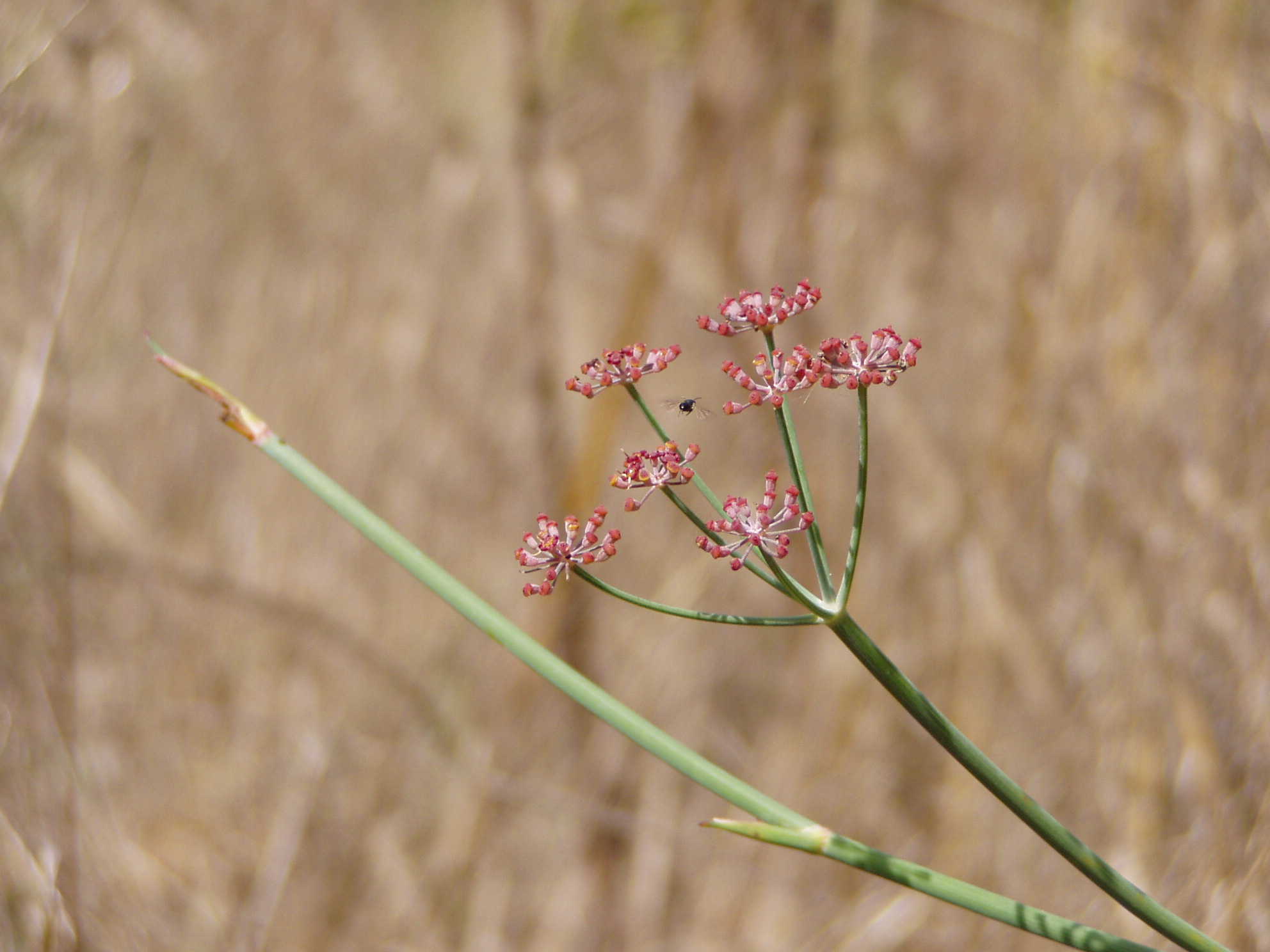
bloemen
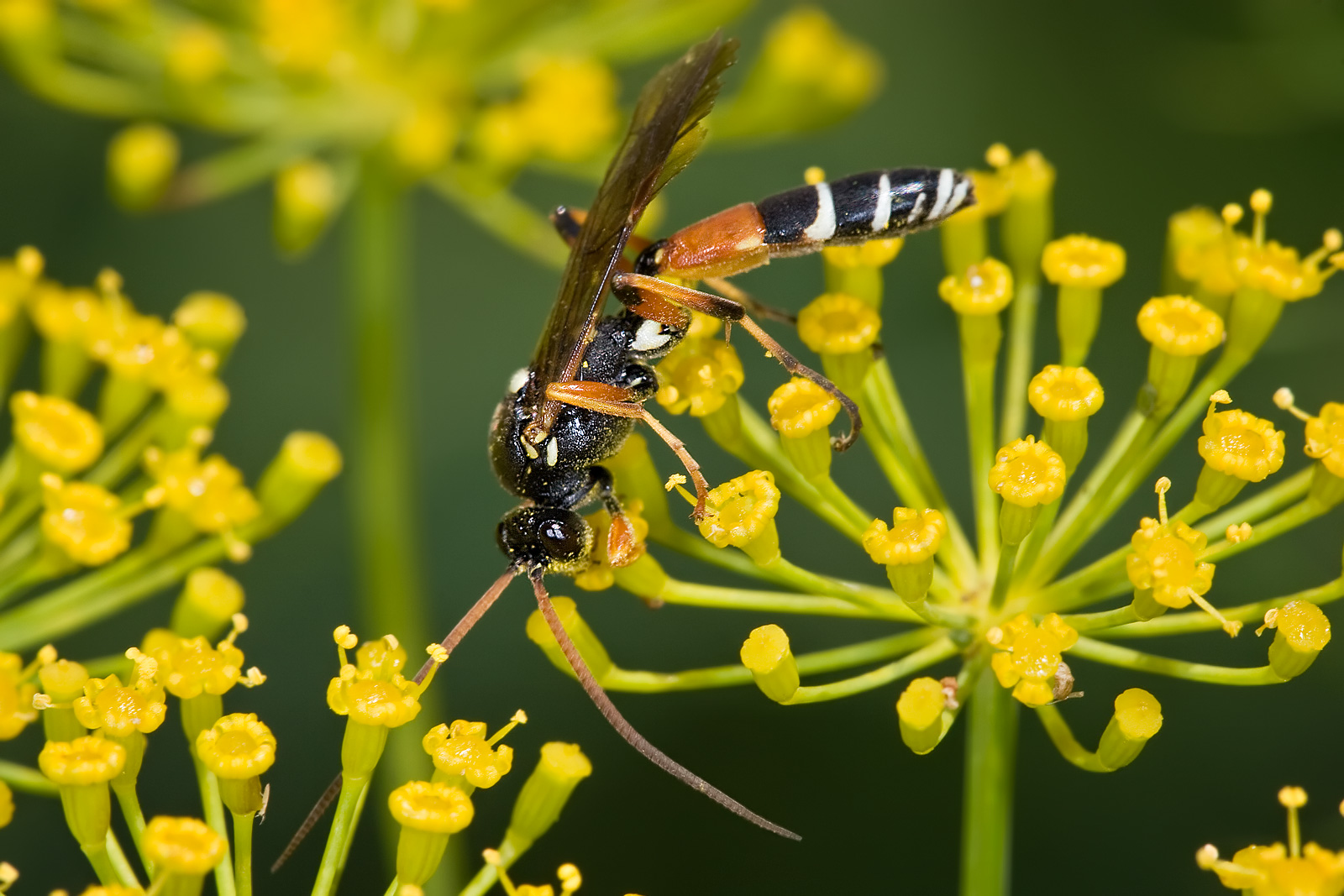
bloemen met Ichneumon sluipwesp
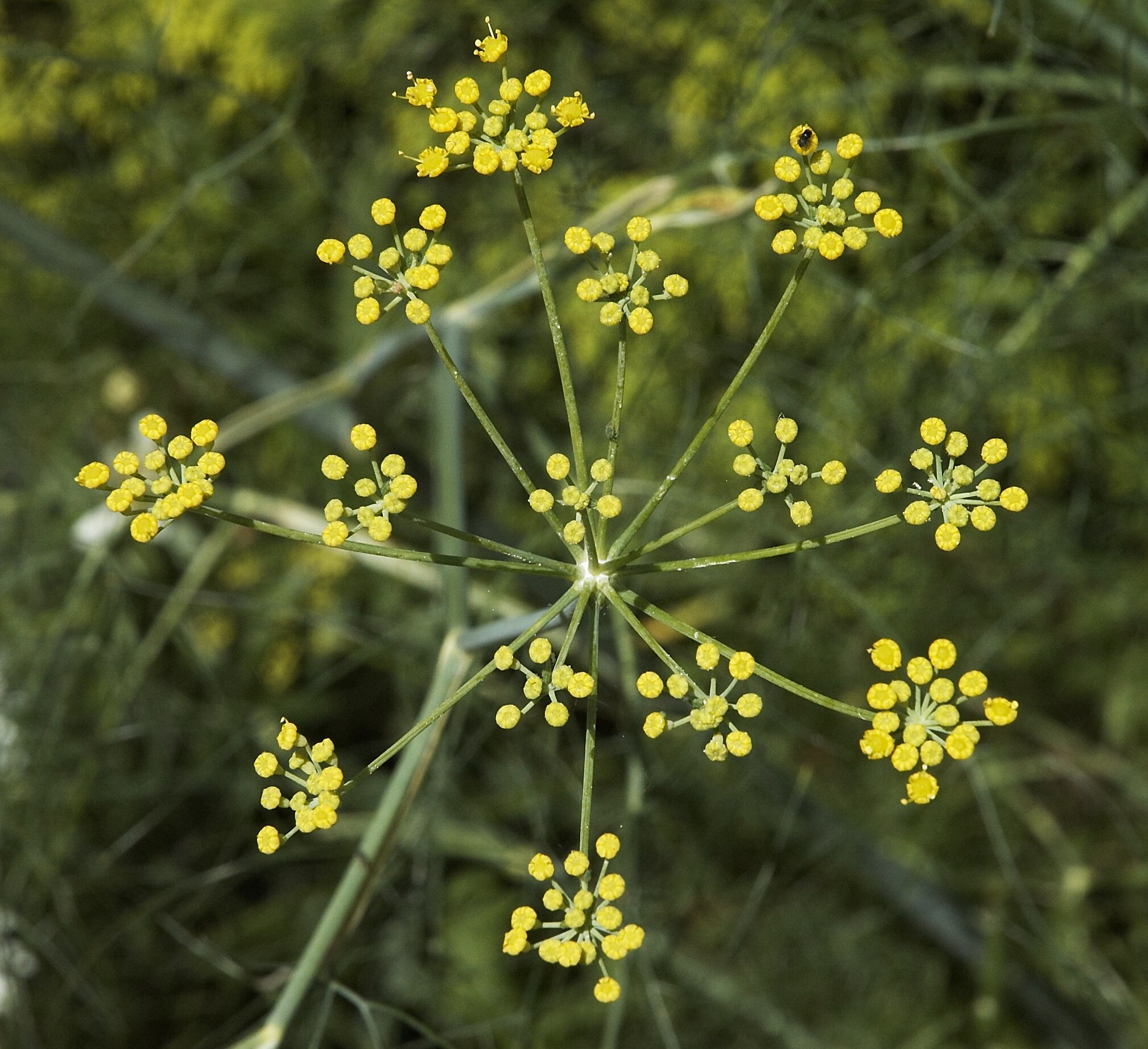
bloeiwijze
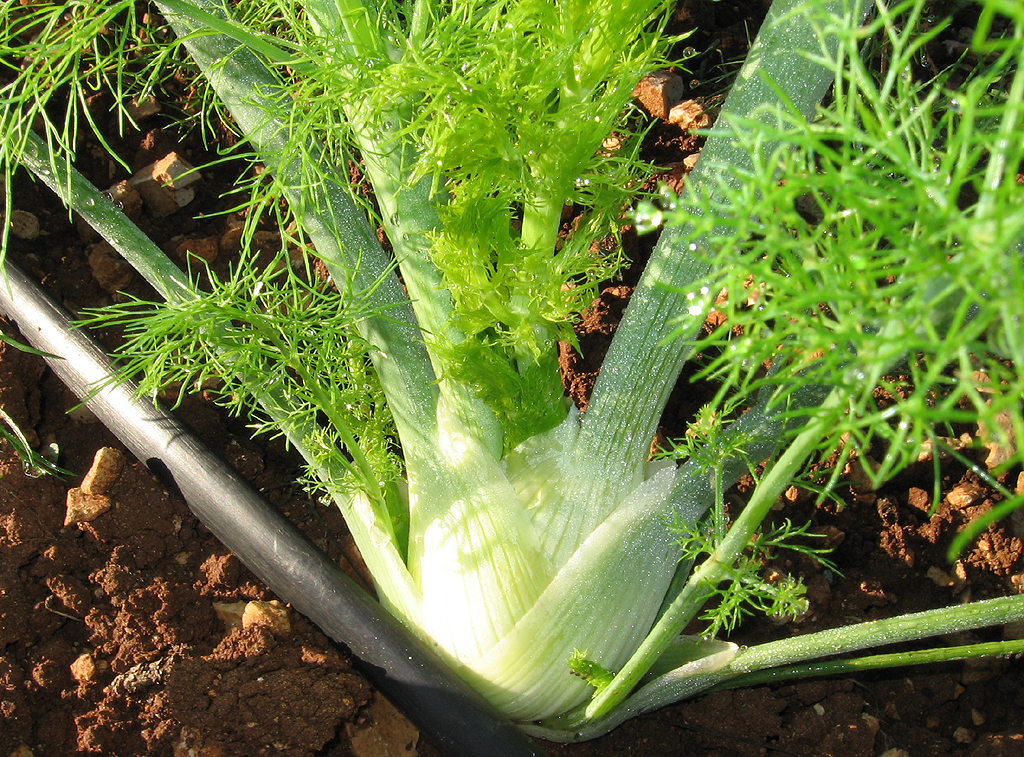
knolvenkel
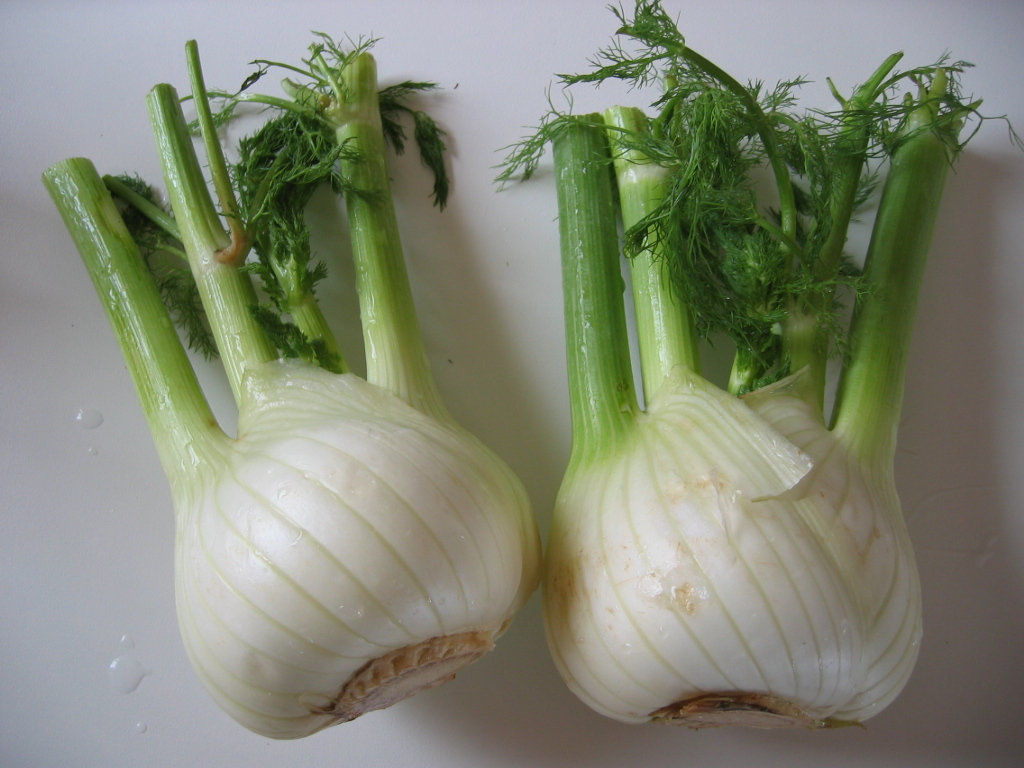
venkelknollen
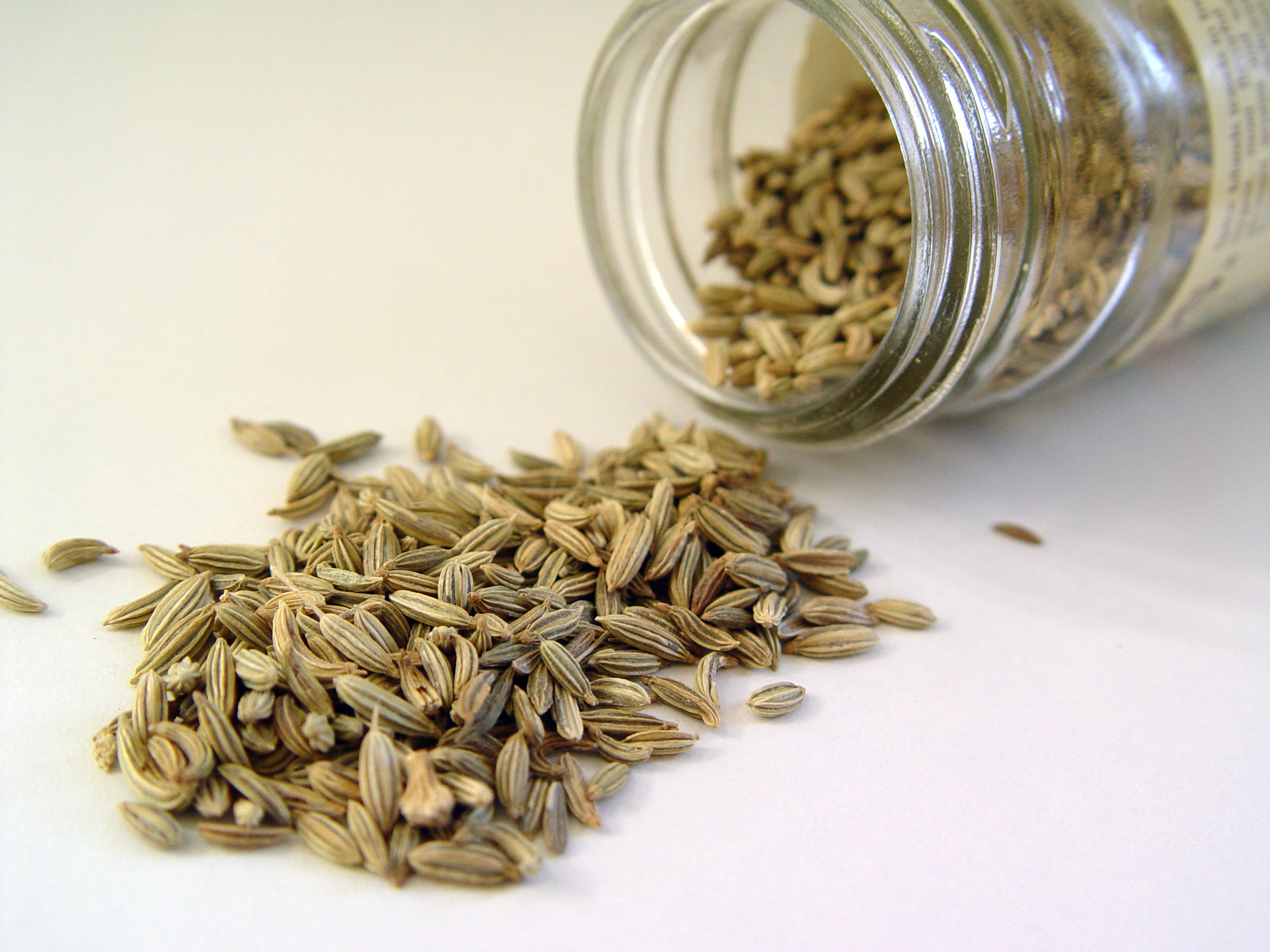
zaden